# Горондовская сельская община
Горондовская сельская общи́на (укр. Горондівська сільська громада) — территориальная община в Мукачевском районе Закарпатской области Украины.
Административный центр — село Горонда.
Население составляет 9 364 человека. Площадь — 78 км².

## Населённые пункты
В состав общины входит 3 села: Горонда, Жнятино и Страбичово.